# Топологическое пространство
Топологи́ческое простра́нство — множество, для элементов которого определено, какие из них близки друг к другу. Является центральным понятием общей топологии.
Наряду с понятием метрического пространства, является одной из разновидностей пространств в геометрии. В топологических пространствах не определены понятия расстояний, величин углов, площадей и объёмов, но возможно говорить о непрерывности, сходимости и связности. Для этого в них определяется качественное (в отличие от количественного) понятие близости элементов.
Типичными топологическими пространствами являются евклидовы пространства и их подпространства, шары и сферы, графы и произвольные симплициальные и CW-комплексы, а также поверхности и многообразия произвольной размерности.
Каждое метрическое пространство естественным образом индуцирует топологическую структуру, но разные метрические пространства могут задавать одинаковые топологические. Кроме того, современное понятие топологического пространства допускает неметризуемые пространства, то есть такие, которые не могут быть получены из метрических.
Понятие топологического пространства позволяет привнести геометрические образы в любую область математики, как бы далека от геометрии эта область ни была на первый взгляд.

## Определение
Пусть дано множество {\displaystyle X}. Система {\displaystyle {\mathcal {T}}} его подмножеств называется тополо́гией на {\displaystyle X}, если выполнены следующие условия:
1. Объединение произвольного семейства множеств, принадлежащих {\displaystyle {\mathcal {T}}}, принадлежит {\displaystyle {\mathcal {T}}}; то есть для любого индексирующего множества {\displaystyle A} и семейства {\displaystyle U_{\alpha }\in {\mathcal {T}},\alpha \in A}, выполнено {\displaystyle \bigcup \limits _{\alpha \in A}U_{\alpha }\in {\mathcal {T}}}.
2. Пересечение конечного семейства множеств, принадлежащих {\displaystyle {\mathcal {T}}}, принадлежит {\displaystyle {\mathcal {T}}}; то есть если {\displaystyle U_{i}\in {\mathcal {T}}\quad (i=1,\;\ldots ,\;n)}, то {\displaystyle \bigcap \limits _{i=1}^{n}U_{i}\in {\mathcal {T}}}.
3. {\displaystyle X,\;\varnothing \in {\mathcal {T}}}.

Пара {\displaystyle (X,\;{\mathcal {T}})} называется топологическим пространством. Множества, принадлежащие {\displaystyle {\mathcal {T}}}, называются открытыми множествами.
Множества, являющиеся дополнениями к открытым, называются замкнутыми.
Всякое открытое множество, содержащее данную точку, называется её окрестностью.

### Дополнительные аксиомы
Три аксиомы, определяющие общий класс топологических пространств, часто дополняются теми или иными аксиомами отделимости, в зависимости от которых выделяют различные классы топологических пространств, например, тихоновские пространства, хаусдорфовы пространства, регулярные, вполне регулярные, нормальные пространства и др.
Кроме этого, на свойства топологических пространств сильно влияет выполнение тех или иных аксиом счётности — первая аксиома счётности, вторая аксиома счётности (пространства со счётной базой топологии), а также сепарабельность пространства. Из наличия счётной базы топологии следует сепарабельность и выполнение первой аксиомы счётности. Кроме того, например, регулярные пространства со счётной базой являются нормальными и, более того, метризуемы, то есть их топология может быть задана некоторой метрикой. Для компактных хаусдорфовых пространств наличие счётной базы топологии является необходимым и достаточным условием метризуемости. Для метрических пространств наличие счётной базы топологии и сепарабельность — эквивалентны.

## Примеры
Связное двоеточие — двуточечное топологическое пространство.
Вещественная прямая {\displaystyle \mathbb {R} } является топологическим пространством, если, например, назвать открытыми множествами произвольные (пустые, конечные или бесконечные) объединения конечных или бесконечных интервалов. Множество всех конечных открытых интервалов {\displaystyle \{(a,\;b)\mid a,\;b\in \mathbb {R} \}} является базой этой топологии. Это — стандартная топология на прямой. Вообще же на множестве вещественных чисел можно ввести очень разнообразные топологии, например, {\displaystyle \mathbb {R} _{\to }}, прямая с «топологией стрелки», где открытые множества имеют вид {\displaystyle (a,\infty )}, или топология Зарисского, в которой любое замкнутое множество — это конечное множество точек.
Вообще, евклидовы пространства {\displaystyle \mathbb {R} ^{n}} являются топологическими пространствами. Базой их стандартной топологии можно выбрать открытые шары или открытые кубы. Обобщая далее, всякое метрическое пространство является топологическим пространством, базу топологии которого составляют открытые шары. Таковы, например, изучаемые в функциональном анализе бесконечномерные пространства функций.
Множество {\displaystyle C(X,\;Y)} непрерывных отображений топологического пространства {\displaystyle X} в топологическое пространство {\displaystyle Y} является топологическим пространством относительно следующей топологии, которая называется компактно-открытой. Предбаза задаётся множествами {\displaystyle C(K,\;U)}, состоящими из отображений, при которых образ компакта {\displaystyle K} в {\displaystyle X} лежит в открытом множестве {\displaystyle U} в {\displaystyle Y}.
Произвольное множество {\displaystyle X} можно сделать топологическим пространством, если называть открытыми все его подмножества. Такая топология называется дискретной. В ней любые множества являются открытыми. Другой предельный случай — назвать открытыми минимально возможное количество подмножеств {\displaystyle X}, а именно, ввести тривиальную топологию — в ней открытыми являются лишь пустое множество и само пространство {\displaystyle X}.

## Способы задания топологии

### Задание топологии с помощью базы или предбазы
Не всегда удобно перечислять все открытые множества. Часто удобнее указать некоторый меньший набор открытых множеств, который порождает их все. Формализацией этого является понятие базы топологии. Подмножество топологии {\displaystyle {\mathfrak {B}}\subset {\mathcal {T}}} называется базой топологии, если всякое открытое множество представляется как объединение множеств из {\displaystyle {\mathfrak {B}}}, то есть
{\displaystyle \forall U\in {\mathcal {T}}\;\exists \{U_{\alpha }\}_{\alpha \in A}\subset {\mathfrak {B}}\colon U=\bigcup \limits _{\alpha \in A}U_{\alpha }.}
Ещё более экономный способ задания топологии состоит в задании её предбазы — множества, которое становится базой, если к нему прибавить произвольные конечные пересечения его элементов.
Для того, чтобы систему множеств {\displaystyle {\mathfrak {P}}} можно было объявить предбазой топологии, необходимо и достаточно, чтобы она покрывала всё множество {\displaystyle X}.
Наиболее часто предбазы используются для задания топологии, индуцированной на {\displaystyle X} семейством отображений (см. далее).

### Индуцированная топология
Пусть {\displaystyle f:X\to Y} — произвольное отображение множества {\displaystyle X} в топологическое пространство {\displaystyle Y}.
Индуцированная топология даёт естественный способ введения топологии на {\displaystyle X}: за открытые множества в {\displaystyle X} берутся всевозможные прообразы открытых множеств в {\displaystyle Y}; то есть {\displaystyle U\in X} открыто, если существует открытое {\displaystyle V\in Y} такое, что {\displaystyle U=f^{-1}(V)}. Топология на {\displaystyle X}, описанная выше, является минимальной и единственной (по включению) топологией, в которой данное отображение является непрерывным.
Пример. Пусть {\displaystyle X} топологическое пространство, {\displaystyle A} его подмножество. Если применить описанную выше конструкцию к теоретико-множественному вложению {\displaystyle i:A\to X}, то получим топологию на подмножестве, обычно называемую также индуцированной.

### Фактортопология
Пусть {\displaystyle X} — топологическое пространство, пусть также на нём задано некоторое отношение эквивалентности {\displaystyle \sim }, в таком случае есть естественный способ задать топологию на фактормножестве {\displaystyle X/{\sim }}. Мы объявляем подмножество фактора открытым тогда и только тогда, когда его прообраз при отображении факторизации является открытым в {\displaystyle X}. Легко проверить, во-первых, что это действительно определяет топологию, во-вторых, что это максимальная и единственная (по включению) топология, в которой указанное отображение факторизации непрерывно. Такая топология обычно называется фактортопологией на {\displaystyle X/{\sim }}.

### Задание топологии с помощью замкнутых множеств
Множество {\displaystyle F\subset X} называется замкнутым, если его дополнение {\displaystyle U=X\setminus F} — открытое множество.
Задать топологию на {\displaystyle X} системой замкнутых множеств — значит предъявить систему {\displaystyle {\mathcal {P}}} подмножеств {\displaystyle X} со свойствами:
1. Система {\displaystyle {\mathcal {P}}} замкнута относительно операции пересечения множеств (в том числе бесконечных семейств):
{\displaystyle \forall \alpha \in A\quad F_{\alpha }\in {\mathcal {P}}\Rightarrow \bigcap \limits _{\alpha \in A}F_{\alpha }\in {\mathcal {P}}}
2. Система {\displaystyle {\mathcal {P}}} замкнута относительно операции объединения множеств (в конечном количестве):
{\displaystyle F_{1},\;F_{2}\in {\mathcal {P}}\Rightarrow F_{1}\cup F_{2}\in {\mathcal {P}}}
3. Множества {\displaystyle X,\;\varnothing } включены в систему {\displaystyle {\mathcal {P}}}.

Если система множеств с такими свойствами задана, с помощью операции дополнения строится система {\displaystyle {\mathcal {T}}}открытых множеств, задающая топологию на {\displaystyle X}.
{\displaystyle {\mathcal {T}}=\{X\setminus F:F\in {\mathcal {P}}\}.}
В алгебраической геометрии применяется задание топологии на спектре (системе всех простых идеалов) коммутативного кольца с единицей {\displaystyle B} — {\displaystyle X=\mathrm {Spec} \,B}.
Топология на {\displaystyle X} вводится с помощью системы замкнутых множеств: пусть {\displaystyle {\mathfrak {a}}} — произвольный идеал кольца {\displaystyle B} (не обязательно простой), тогда ему соответствует множество
{\displaystyle V({\mathfrak {a}})=\{{\mathfrak {p}}\in X:{\mathfrak {a}}\subset {\mathfrak {p}}\}.}
Все множества такого вида образуют систему множеств, удовлетворяющую перечисленным аксиомам, так как
{\displaystyle \bigcap \limits _{\alpha \in A}V({\mathfrak {a}}_{\alpha })=V\left(\sum \limits _{\alpha \in A}{\mathfrak {a}}_{\alpha }\right),\quad V({\mathfrak {a}})\cup V({\mathfrak {b}})=V({\mathfrak {a}}\cdot {\mathfrak {b}}),\quad V((0))=X,\quad V((1))=\varnothing .}
Топология Зарисского в пространстве {\displaystyle X=\mathbf {C} ^{n}} также задаётся с помощью системы замкнутых множеств. Замкнутыми множествами в топологии Зарисского принимаются все множества, являющиеся множеством общих нулей конечной системы многочленов. Выполнение аксиом системы замкнутых множеств следует из нётеровости кольца многочленов {\displaystyle \mathbf {C} [z_{1},\;z_{2},\;\ldots ,\;z_{n}]} и того факта, что общие нули произвольной системы многочленов совпадают с общими нулями идеала, который они образуют.
Пространство {\displaystyle X=\mathbf {C} ^{n}} естественно вложено в спектр кольца многочленов {\displaystyle Y=\mathrm {Spec} \,\mathbf {C} [z_{1},\;z_{2},\;\ldots ,\;z_{n}]} (оно совпадает с множеством всех его замкнутых точек), и топология Зарисского на {\displaystyle X} совпадает с той, что индуцирована топологией пространства {\displaystyle Y}.

## Непрерывные отображения
Понятие топологии является минимально необходимым для того, чтобы говорить о непрерывных отображениях. Интуитивно непрерывность есть отсутствие разрывов, то есть близкие точки при непрерывном отображении должны переходить в близкие. Оказывается, для определения понятия близости точек можно обойтись без понятия расстояния. Именно это и есть топологическое определение непрерывного отображения.
Отображение топологических пространств {\displaystyle f:(X,\;{\mathcal {T}}_{X})\to (Y,\;{\mathcal {T}}_{Y})} называется непрерывным, если прообраз всякого открытого множества открыт.
Категория топологических пространств {\displaystyle \mathrm {Top} } в качестве объектов содержит все топологические пространства, а морфизмы — непрерывные отображения. Попыткам классифицировать объекты этой категории при помощи алгебраических инвариантов посвящён раздел математической науки, который называется алгебраической топологией. Изучению понятий непрерывности, а также других понятий, таких как компактность или отделимость, как таковых, без обращения к другим инструментам, посвящена общая топология. В качестве дополнительных структур на объекте {\displaystyle X\in \mathrm {Ob} \,{\mathcal {T}}} могут быть, например, пучок множеств на {\displaystyle X} или афинная прямая на {\displaystyle X}, то есть {\displaystyle \mathbb {A} _{X}\to X}. Обозначим категорию пространств из {\displaystyle {\mathcal {T}}} с дополнительной структурой через {\displaystyle {\mathcal {T}}^{E}}. Забывающий функтор {\displaystyle {\mathcal {T}}^{E}\to {\mathcal {T}}} — декартовы расслоения. Объекты {\displaystyle \mathrm {Ob} \,{\mathcal {T}}} называются пространствами со структурой. Объект слоя {\displaystyle {\mathcal {T}}^{E}\to {\mathcal {T}}} над {\displaystyle X\in \mathrm {Ob} \,{\mathcal {T}}^{E}} называется структурой над {\displaystyle X\in \mathrm {Ob} \,{\mathcal {T}}}.

## Функциональная структура
По Хохшильду функциональная структура на {\displaystyle X} — отображение {\displaystyle {\mathcal {F}}_{X}}, ставящее в соответствие каждому открытому множеству {\displaystyle U\subset X} подалгебру {\displaystyle {\mathcal {F}}_{X}(U)} алгебры непрерывных вещественнозначных функций на {\displaystyle U}. Это отображение является пучком алгебр — подпучком ростков непрерывных вещественнозначных функций на {\displaystyle X}, который содержит постоянный пучок. Это следует из условий, накладываемых на {\displaystyle {\mathcal {F}}_{X}}:
- если {\displaystyle U=\bigcup _{\alpha }U_{\alpha }} является произвольным объединением открытых множеств, то отображение {\displaystyle f:U\to \mathbb {R} } принадлежит {\displaystyle {\mathcal {F}}_{X}(U)} в том случае, когда ограничение {\displaystyle f} на каждое открытое множество {\displaystyle U_{\alpha }} принадлежит {\displaystyle {\mathcal {F}}_{X}(U_{\alpha })};
- {\displaystyle {\mathcal {F}}_{X}(U)} содержит все постоянные на {\displaystyle U} функции;
- если {\displaystyle V\subset U}, то ограничение {\displaystyle f\in {\mathcal {F}}_{X}(U)} на {\displaystyle V} содержится в {\displaystyle {\mathcal {F}}_{X}(V)}.

Например, {\displaystyle C^{\infty }}-многообразие с краем является паракомпактным хаусдорфовым пространством, наделённым функциональной структурой, {\displaystyle (M,{\mathcal {F}})}, локально изоморфным пространству {\displaystyle (\mathbb {R} _{+}^{n},C^{\infty })}. Край состоит из тех точек, которые переводятся картами в точки гиперплоскости, являясь гладким {\displaystyle (n-1)}-мерным многообразием с индуцированной структурой.